# NGC 7783
NGC 7783 ist eine linsenförmige Galaxie vom Hubble-Typ S0 mit aktivem Galaxienkern im Sternbild Fische auf der Ekliptik. Sie ist schätzungsweise 360 Millionen Lichtjahre von der Milchstraße entfernt und hat einen Durchmesser von etwa 140.000 Lichtjahren. Die Galaxie gehört zu der Galaxiengruppe Arp 323 oder HCG 98. 
Halton Arp gliederte seinen Katalog ungewöhnlicher Galaxien nach rein morphologischen Kriterien in Gruppen. Diese Galaxiengruppe gehört zu der Klasse Ketten von Galaxien.
Das Objekt wurde am 9. September 1864 von Albert Marth entdeckt.